# Gumersindo Laverde
Gumersindo Laverde Ruiz (Estrada, 5 de abril de 1835-Santiago de Compostela, 12 de octubre de 1890) fue un escritor, periodista y filósofo español.

## Biografía
Hijo de Toribio Laverde González y Asunción Ruiz Puertas; a los cuatro años, sus padres se trasladaron al pueblo de Nueva, en Llanes, y allí estudió las primeras letras y latín con Antonio González. Esta etapa ha sido estudiada por Fernando Carrera en su Laverde Ruiz en la niñez, 1956. Marchó a Oviedo en 1847, apenas cumplidos doce años, y allí cursó cinco años de filosofía y ampliación. Desde 1853, en la misma universidad y en las de Madrid, Valladolid y Salamanca, hizo sus estudios en ambos derechos hasta licenciarse en 1859, y de Filosofía y Letras en Oviedo. Más tarde se doctoró en ambas materias. Sus estudios en Valladolid y Salamanca los hizo sirviendo empleos debidos a la protección del poeta José Heriberto García de Quevedo y Lorenzo Nicolás Quintana. Durante toda su vida padeció una quebrantada salud. En 1860, después de un año de descanso en Nueva al lado de su familia, se trasladó a Madrid, donde fue empleado en la Secretaría de la Junta de Beneficencia. En 1862 opositó a varias cátedras de retórica y poética, obteniendo una en el Instituto de Lugo en 1863; de ese instituto fue más tarde nombrado director, cargo que desempeñó desde 1870 hasta 1873. Habiendo vacado la cátedra de Literatura latina en las Universidades de Valladolid y de Santiago concurrió a ambas a la vez y para las dos fue designado. Optó por la de Valladolid, tomando posesión de ella el primero de octubre de 1873, hasta que permutó dicha cátedra por la de Literatura General Española de la misma escuela, siendo nombrado decano en la facultad libre de Filosofía y Letras. En 1874 formó parte del tribunal que concedió el Premio Extraordinario de Licenciatura a Marcelino Menéndez Pelayo, con quien entabló una perdurable y profunda amistad: a él se debe el primer impulso y estímulo que recibió Menéndez Pelayo en sus proyectos, en particular su La ciencia española (1879), que prologó. También orientó al en un principio liberal Marcelino hacia el neocatolicismo. Laverde proyectaba desde su juventud una Historia de los santos españoles desde la época romana que era en realidad un estudio del proceso de la Iglesia española a lo largo de su historia, pero esta idea no llegó a cuajar. Trasladado también por permuta a igual asignatura de la Universidad de Santiago en 18 de octubre de 1876, desempeñó este cargo hasta su fallecimiento, ocurrido el 12 de octubre de 1890.
Más que a los estudios jurídicos se dedicó a los literarios y filosóficos y se dio a conocer como prosista y poeta. Fue uno de los grandes amigos y consejero de Marcelino Menéndez Pelayo, con quien mantuvo una larga y fecunda relación epistolar, hasta el punto de que un año antes de morir Menéndez Pelayo confesó que muchos de sus trabajos no se hubiesen realizado sin el estímulo de Laverde. También se escribía con otros grandes intelectuales de su tiempo, como Juan Valera. En 1865 publicó el Gran almanaque de las dos Asturias, y defendió el proyecto del ferrocarril cantábrico en cartas y artículos publicados en El Trabajo, Revista Ovetense y La Abeja Montañesa de Santander, en lo cual fue contrariado por casi toda la prensa asturiana. Defendió también con ahínco la unión de las Asturias de Oviedo y de Santander, esto es, la unión del Principado y de la Montaña en lo eclesiástico y universitario creando un solo distrito; la administración de Justicia con una audiencia territorial; en lo militar con la creación de una capitanía general para los dos territorios; la unión agrícola, industrial y artística, celebrándose congresos, exposiciones y certámenes; el culto a las glorias y tradiciones erigiéndose en Covadonga un panteón donde reposen las cenizas de sus varones ilustres y la unión, en fin, en "todo y para todo lo honesto, bello y útil", proponiendo se crearan infraestructuras para fomentar un mutuo comercio. Así entendía Laverde la unión de las dos Asturias: "Trabajar solidariamente en la obra de su común civilización, a la vez que en la de la civilización general de la península, como parte principal que son de la nacionalidad ibérica". 
Siendo ya miembro correspondiente de la misma, obtuvo mención honorífica en el certamen poético de la Real Academia Española celebrado en 1865. Fue nombrado jefe de Administración de cuarta clase, oficial de la de terceros del ministerio de Fomento, por Real orden de 24 de febrero de 1872. Fue académico correspondiente de las Reales Academias de la Lengua (1864) y de la Historia (1868). Destacó por su defensa del pasado filosófico español, frente al descrédito de la época. Ejerció gran influencia en Menéndez Pelayo, sobre todo en sus trabajos de los primeros años.

## Obra
Su producción escrita no es demasiado extensa y queda recopilada sobre todo en los Ensayos críticos sobre Filosofía, Literatura e Instrucción Pública (Lugo, 1868), permaneciendo el resto disperso en revistas de la época; en estos ensayos se muestra como filósofo neocatólico y combate sañudamente el krausismo. Al morir su viuda, Josefa Gayoso, esta envió su archivo a Marcelino Menéndez Pelayo con la idea de que editara sus obras, lo que no se llevó a efecto a causa de la muerte de Menéndez Pelayo. Sus poesías fueron publicadas en 1952 con un fundamental prólogo de José María de Cossío, y se enmarcan dentro del patetismo romántico, aunque prefiera exponer su sentimiento por medio de una métrica clásica, en particular la estrofa sáfica, pues siempre le preocupó de modo especial el cuidado formal e incluso realizó algunas innovaciones métricas que fueron discutidas por sus contemporáneos. Sus poemas son amatorios, con fuerte presencia de temas fantasmagóricos, apariciones y nocturnidades, siempre con el patetismo que procede de las brumas de su tierra y en el que le sume su dolorosa enfermedad, y se encuentran en ellos ecos de Aphonse de Lamartine, y de MacPherson (Ossián) en poemas como La luna y el lirio. 
Colaboró en varios periódicos y revistas: de Asturias, Álbum de la Juventud, El Faro Asturiano, La Revista literaria de Asturias, El Trabajo, Revista de Asturias y El Oriente de Asturias. De Salamanca, Eco de Salamanca y La Crónica de Salamanca. De Sevilla, España Literaria. De Madrid, Círculo Científico y Literario, Revista de Instrucción pública, Revista Ibérica, La Concordia. Revista de España, La Enseñanza, El Progreso, Revista de Madrid, La Ilustración Gallega y Asturiana, Revista Europea y otras varias. De Santander, La Abeja Montañesa, La Tertulia, Revista Cántabro Asturiana y el Libro de Cantabria. Dejó además muchos artículos y versos inéditos.
Lista de obras
- Ensayos críticos sobre Filosofía, Literatura e Instrucción Pública (Lugo: Imprenta de Soto Freire, 1868),
- Paz y misterio, poema.
- Los estudios bíblicos, 1868, tomo V de la Revista Española
- El tradicionalismo en España en el siglo XVIII, 1868., tomo I de la Revista Española.
- A Isabel II, Madrid, 1865. Oda premiada por la RAE.
- El filósofo español Sebastián Fox Morcillo: discurso inaugural del año académico de 1884 à 85 en la Vniversidad de Santiago Santiago, 1885 (Imp. del Seminario Conciliar).
- Gumersindo Laverde Ruiz. Selección y estudio de José María de Cossío. Santander, 1951 (Imp. y Enc. de la Librería Moderna).
- Apuntes lexicográficos sobre una rama del dialecto asturiano, 1879, Revista de Asturias.